# This Love (Taylor Swift)
This Love è un brano musicale della cantautrice statunitense Taylor Swift, undicesima traccia del quinto album in studio 1989.

## Classifiche
| Classifica (2014) | Posizione massima |
| ----------------- | ----------------- |
| Canada            | 84                |
| Stati Uniti       | 119               |

## This Love (Taylor's Version)
In seguito alla controversia con la sua precedente casa discografica e la vendita dei master delle pubblicazioni precedenti al suo contratto con la Republic Records, Swift ha cominciato a ri-registrare tutta la sua discografia dal 2006 al 2019, includendo anche brani non inclusi in alcun album in studio. Ogni reincisione presenta la dicitura Taylor's Version nel titolo, per distinguerla dall'incisione originale e quindi dal master non di proprietà della cantautrice.
Il brano è stato reinciso dalla cantante per la ristampa del suo quinto album in studio, 1989 (Taylor's Version). This Love (Taylor's Version) è stato pubblicato come singolo estratto dall'album il 6 maggio 2022, come annunciato dalla stessa artista dodici ore prima della pubblicazione ufficiale, a seguito dell'inserimento di uno snippet nel trailer della serie tv di Prime Video L'estate nei tuoi occhi.

### Accoglienza
Secondo Tomás Mier e Kat Bouza di Rolling Stone, This Love (Taylor's Version) offre al brano un vero rinnovamento sonoro, con la nuova versione che evoca lo stile indie rock che la cantante aveva abbracciato negli album Folklore ed Evermore, dove la voce della cantante ha pieno spazio per brillare.
Abby Jones di Consequence ritiene che This Love (Taylor's Version) trasforma la canzone «da un delicato brano synth pop a un viaggio cinematografico in piena regola, adatto per un film di formazione pieno di fuochi d'artificio, primi baci e lunghe passeggiate sulla spiaggia».

### Tracce
Download digitale e streaming
1. This Love (Taylor's Version) – 4:10
2. Wildest Dreams (Taylor's Version) – 3:40

### Classifiche
| Classifica (2022) | Posizione massima |
| ----------------- | ----------------- |
| Australia         | 23                |
| Canada            | 30                |
| Filippine         | 13                |
| Irlanda           | 26                |
| Nuova Zelanda     | 40                |
| Portogallo        | 188               |
| Regno Unito       | 42                |
| Stati Uniti       | 50                |
| Vietnam           | 23                |